# Tommy Hilfiger
Thomas Jacob Hilfiger (ur. 24 marca 1951 w Elmirze) – amerykański projektant mody, twórca marek „Tommy Hilfiger”, „Tommy Jeans” oraz „Tommy Sport”.

## Życiorys
Tommy Hilfiger wychował się w irlandzkiej rodzinie katolickiej mieszkającej w Elmirze jako drugi z dziewięciorga rodzeństwa. Tam też uczęszczał do miejscowego liceum, którego nie skończył. Rodzice wyrzucili go z domu, przez rok był bezdomny. W wieku dwudziestu lat zajął się sprzedażą detaliczną na własną rękę. Wkrótce potem przeniósł się do Nowego Jorku, by po części spełnić marzenia o zostaniu projektantem. Stamtąd sprowadzał do Elmiry modne w latach 70. jeansy z rozszerzanymi nogawkami, popularnie nazywane dzwonami, po czym sprzedawał je w lokalnym sklepie Brown’s.
Niedługo potem Thomas Hilfiger otworzył swój własny sklep odzieżowy, nazywając go The People’s Place. W związku ze zmianami na rynku odzieżowym większość sklepów w Elmirze została zamknięta. Wkrótce zniknęło też The People’s Place, na którego miejscu wybudowano centrum handlowo-rekreacyjne o nazwie First Arena.
Po tej stracie Hilfiger zajął się tylko projektowaniem dla reszty swoich sklepów w Nowym Jorku (było ich dziesięć). Wkrótce przeprowadził się ze swoją żoną Susie do centrum Nowego Jorku. Chociaż młody projektant (miał wówczas 25 lat) dostawał propozycje asystowania m.in. Calvinowi Kleinowi, odmawiał, pomimo coraz bardziej dotkliwego braku pieniędzy.
W wieku 33 lat Tommy podjął decyzje o założeniu własnej marki odzieżowej „Tommy Hilfiger”. Biznes ten szybko zaczął przynosić korzyści i budować mocną pozycję na rynku. Aktualnie projektant ma blisko 2000 sklepów na całym świecie. 
W 2016 pojawił się w filmie Zoolander 2 (występ cameo).
Thomas Hilfiger, który oprócz produkcji ubrań zajął się również tworzeniem nowych perfum, zarabia około 14,5 miliona USD rocznie. Ma piątkę dzieci. Jego partnerką jest Dee Ocleppo.

## Marka „Tommy Hilfiger”
Najpopularniejsza z marek Hilfigera. Jej kolorami przewodnimi są biel, czerwień oraz granat, czyli takie same jak na amerykańskiej fladze. Barwy te są filarem każdej kolekcji, czy pod postacią kolorowego logo, czy też przez wkomponowanie tych kolorów do materiałów. Logo to natomiast symbol litery „H” w międzynarodowym kodzie sygnałowym. Logotyp tej litery oznacza obecność kapitana na pokładzie. Marka ta poprzez swoje pokazy chce szerzyć równość i tolerancję. Na wybiegach można zobaczyć modeli i modelki różnego pochodzenia.

## Linie produktów
- True Star – zapach stworzony we współpracy z piosenkarką Beyoncé Knowles
- Red Label – linia denim-themed, jeansy, koszule oraz t-shirty
- H by Tommy Hilfiger – linia ekskluzywna, sprzedawana zwykle w markowych butikach Hilfigera
- Tommy Hilfiger – najpopularniejsza linia ubrań Tommy’ego, sprzedawana w sieciach sklepów odzieżowych na całym świecie oraz w butikach Tommy Hilfiger
- Tommy – zlikwidowana linia, zaprojektowana na początku lat 90.
- Tommy Hilfiger for the Home – produkty do domu oraz łazienek
- Tommy Sailing – wydana pomiędzy styczniem a lutym 2007 roku
- Hilfiger Denim – linia słynąca głównie ze spodni jeansowych, dominujący styl: casual oraz vintage
- Tommy Hilfiger Keith Haring – limitowana linia Tommy Hilfiger powstała we współpracy z fundacją Keitha Haringa. Celem Keith Haring Foundation’s jest wspieranie organizacji non-profit, które zapewniają szanse edukacji dzieciom o najniższym statusie materialnym, jak również wspieranie organizacji zaangażowanych w opiekę osób chorych na AIDS i HIV oraz poświęcających się badaniom nad tymi chorobami.
- Tommy Sport – odzież sportowa, powstała w 2019 roku